# Cancan

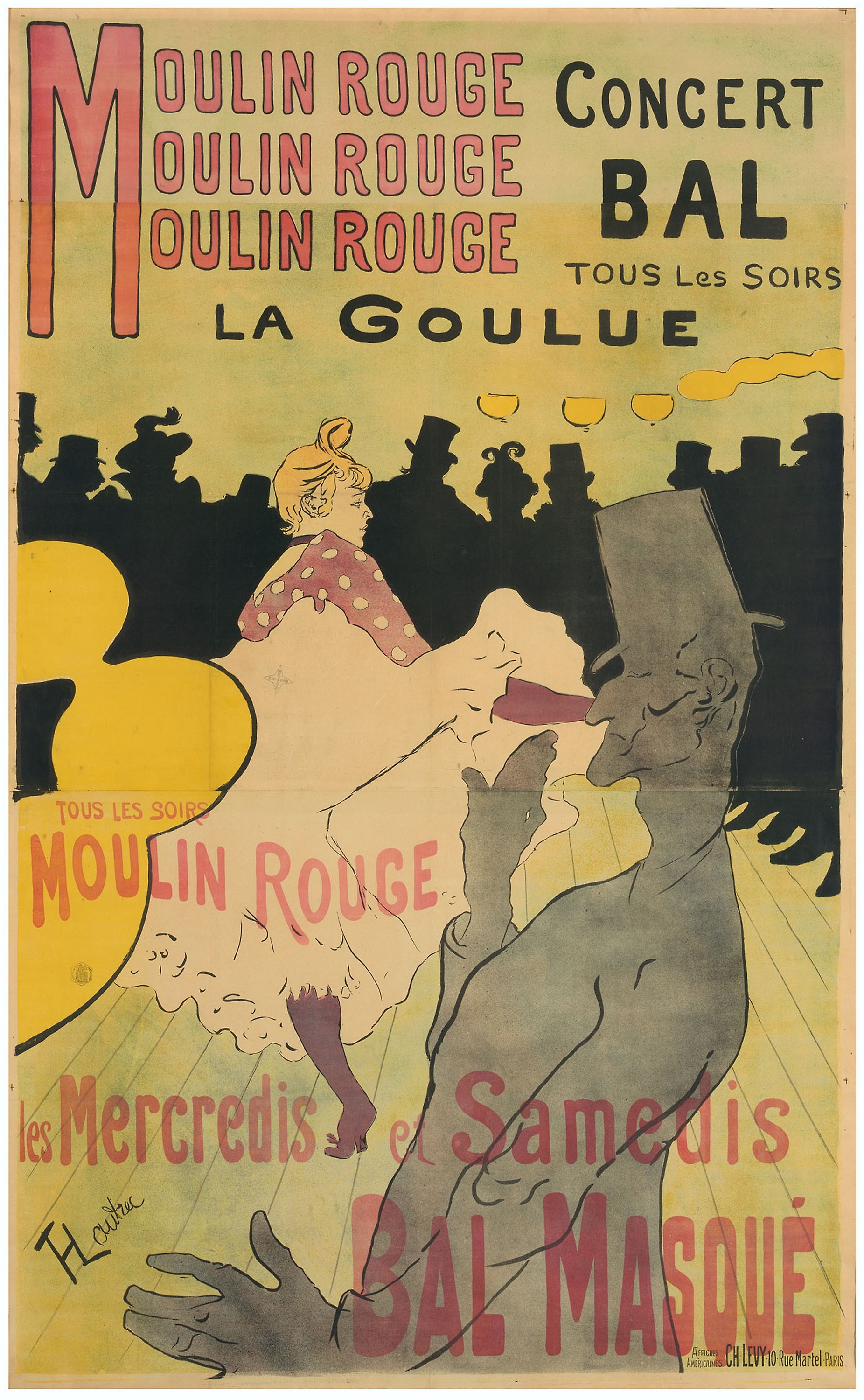
Moulin Rouge – La Goulue (vierfarbige Lithographie, Plakat, 1891)

Der Cancan ist ein schneller französischer Tanz im 2/4-Takt, der um das Jahr 1830 in Paris entstand. Die berühmteste Musik zum Tanz schuf Jacques Offenbach in seiner Operette Orpheus in der Unterwelt, die 1858 Premiere hatte. Im Moulin Rouge gehört der Cancan bis heute zu den Attraktionen.

## Ursprung und Geschichte
Der Ursprung des Namens ist umstritten. Die verbreitetste und plausibelste Erklärung ist die Herleitung von „cancan“, der kindlichen Umformung des französischen Wortes „canard“ (Ente) – eine Anspielung auf den ausgeprägten Hüftschwung der Cancan-Tänzerinnen. Nach einer anderen Version soll er sich von dem alten französischen Wort „caquehan“ (Tumult) herleiten.
Der Cancan war zunächst ein volkstümlicher, „exzentrischer und aufsehenerregender“ Gesellschaftstanz, der vor allem in den sogenannten Café-concerts getanzt wurde. In der Mitte des 19. Jahrhunderts wandelte er sich zu einem Bühnenschautanz, der nur noch in Varietés, Cabarets, Music Halls und Revuetheatern aufgeführt wurde. Weil man den Tänzerinnen bei den typischen hohen Beinwürfen und Spagatsprüngen unter die Röcke schauen konnte, wurde der Cancan bald polizeilich verboten, was seiner Beliebtheit aber keinen Abbruch tat.
Als Tänzerinnen waren beispielsweise La Goulue, Saharet oder Nini Patte-en-l’air (1884–1930) berühmt; der bekannteste Tänzer war Valentin le Désossé. La Goulue konnte sich fünf Jahre lang als Publikumsliebling des Moulin Rouge behaupten, bis sie sich als selbstständige Raubtier-Dompteurin vom Cabaret trennte und Jane Avril zum neuen Star des Cancan wurde.

## Musik
Die berühmteste Musik zum Tanz schuf Jacques Offenbach in seiner Operette Orpheus in der Unterwelt (französisch Orphée aux Enfers), die am 21. Oktober 1858 Premiere im Théâtre des Bouffes-Parisiens feierte. Die zweiaktige Operette war sehr erfolgreich und machte Offenbach in ganz Europa populär. Das bekannteste Musikstück hierin ist der auch heute noch häufig gespielte sogenannte Höllen-Cancan (im Original französisch Galop infernal) im zweiten Akt.

### Rezeption
- Hervé komponierte und verwendete ebenfalls Cancans in seinen Operetten.
- Der Tanz ist auch das zentrale Thema in dem 1953 uraufgeführten amerikanischen Musical Can-Can von Cole Porter sowie in dessen gleichnamiger Verfilmung aus dem Jahr 1960 durch den Regisseur Walter Lang.
- Camille Saint-Saëns lässt in seinem Karneval der Tiere die Schildkröten Offenbachs Cancan in langsamen Tempo vorführen, wodurch er den Charakter eines Cancans verliert.

## Weitere bekannte Tänzerinnen
| - Céleste Mogador - Marguerite Badel, genannt Rigolboche - Camélia Trompe-la-Mort - La Glu - Cri-Cri - Vol-au-Vent - Lili Jambes-en-l’air - La Môme Fromage - La Vénus de Bastringue - Rayon d’Or - Demi-Siphon - Muguet la Limonière - Églantine - Sauterelle | - Cléopâtre - Cascadienne - Cha-U-Kao - Pâquerette - Torpille - Galipette - Gavrochinette - Grille d’Égout - Fil de Fer - Pomme d’Amour |

## Literatur

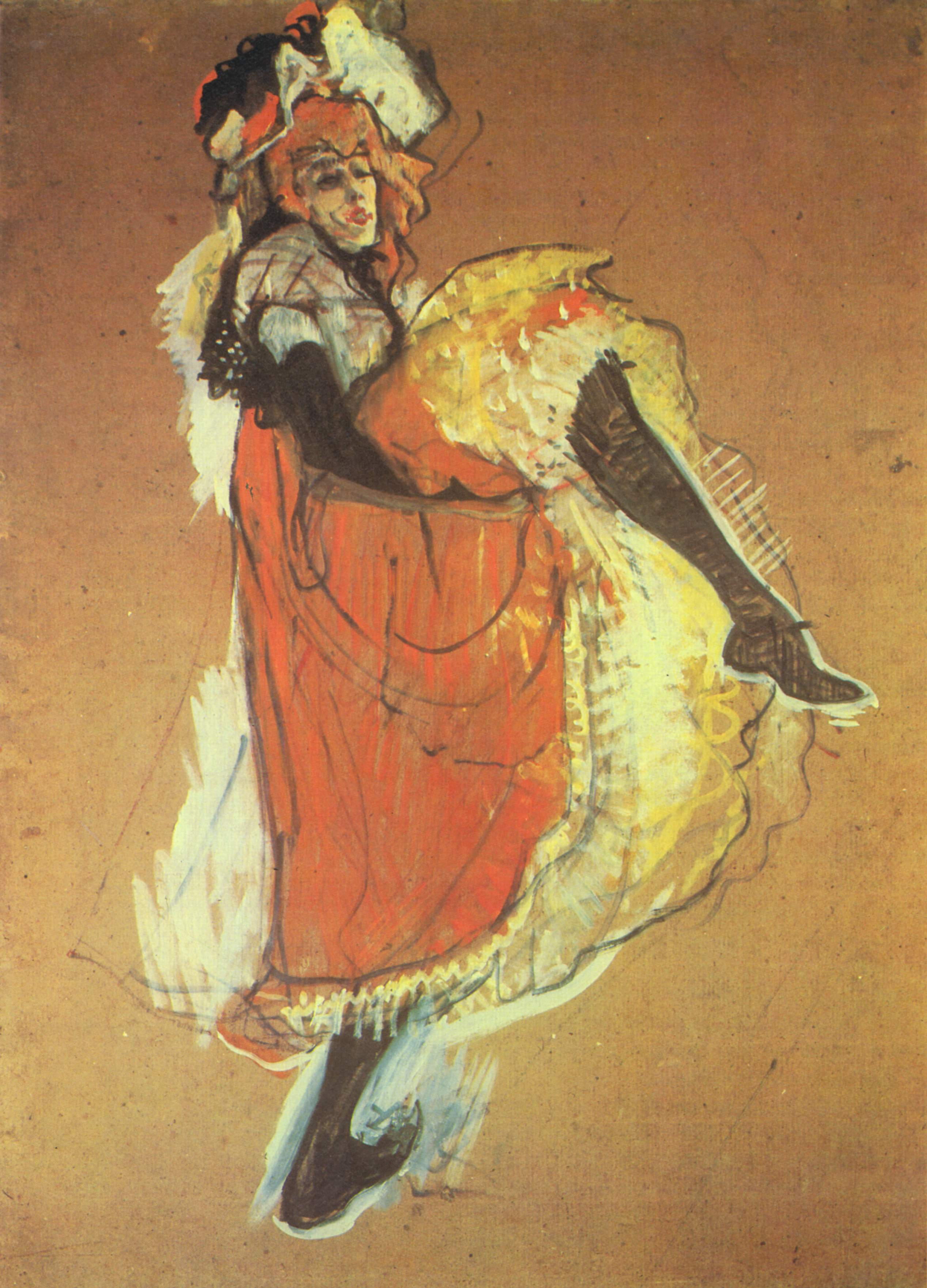
Toulouse Lautrec, Jane Avril tanzend, Studie für das Plakat (Jardin de Paris)

## Einzelbelege
1. ↑  Petit Robert von 1829
2. ↑  Lettelier von 1836
3. ↑  Petit Robert von 1829 (excentrique et tapageur)
4. ↑  laut WorldCat in zahlreichen Bibliotheke vorhanden (französisch) OCLC 715539052